# Peter Willers

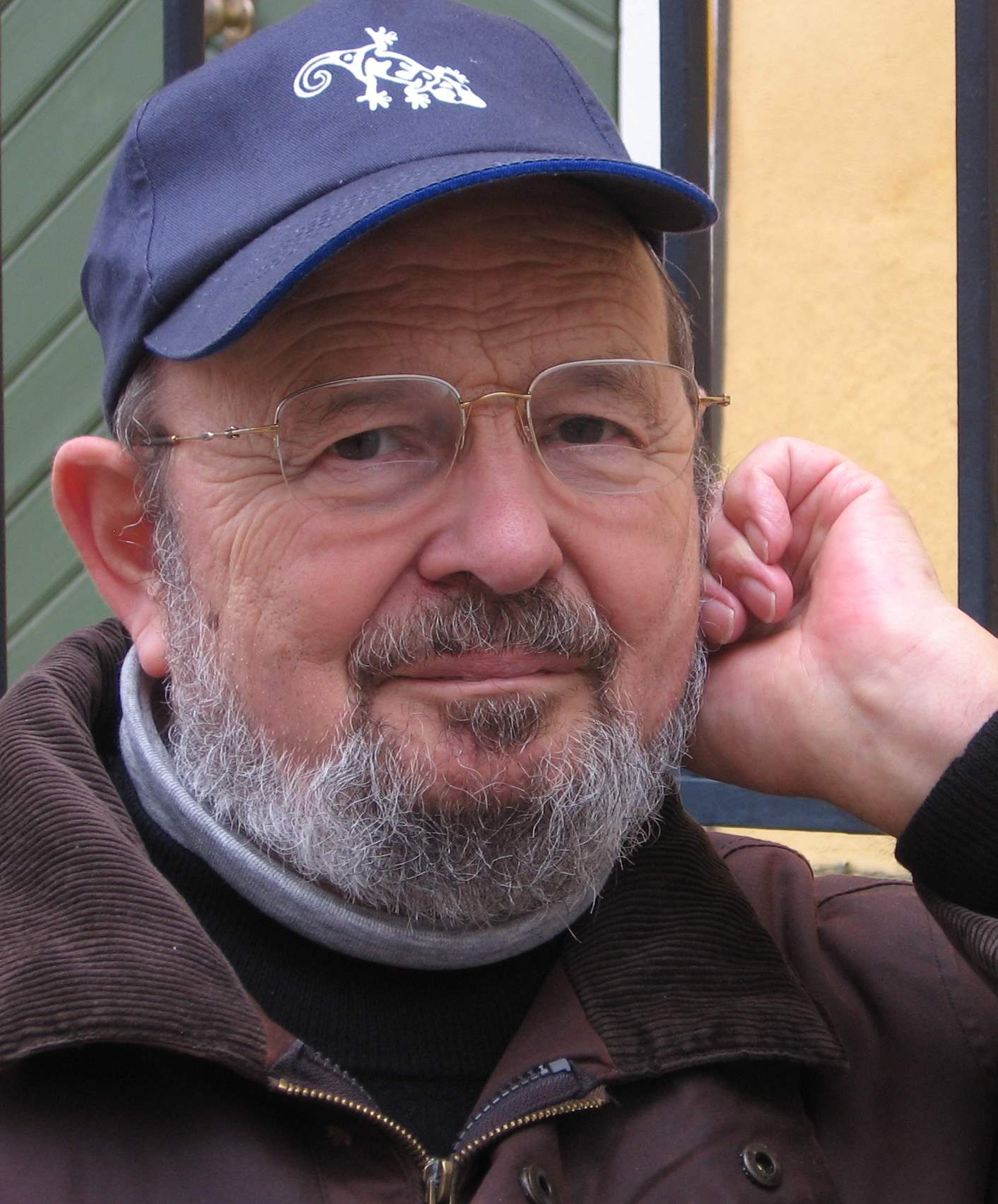
Peter Willers 2007 in Riga

Peter Willers (* 20. April 1935 in Bremen; † 5. Mai 2021) war ein deutscher Politiker und Umweltaktivist. Er war Gründungsmitglied der Bremer Grünen Liste, Mitglied der ersten Bremer Bürgerschaftsfraktion der Bremer Grünen Liste und Abgeordneter der Grünen in der Bremer Bürgerschaft.

## Biografie

### Ausbildung und Beruf
Willers wuchs kriegsbedingt an wechselnden Wohnorten in Deutschland auf. Ab 1945 besuchte er die Oberschule an der Dechanatstraße in Bremen, die er mit dem Abschluss der Mittleren Reife verließ.
Willers begann 1950 eine Lehre als Außenhandelskaufmann bei der Bremer Traditionsfirma Menke & Kulenkampff, nationaler und internationaler Handel mit Rohtabaken. Er wurde Fachmann für Zigarrenrohtabake. 1968 erhielt er Prokura. 1972 gab er den Kaufmannsberuf auf und wechselte als Angestellter in die neu gegründete Universität Bremen. Hier war er beteiligt am Aufbau des Kooperationsbereichs Universität/Arbeiterkammer. 1979 wurde er auf Grund seines Parlamentsmandats beurlaubt. Anfang 1986 trat er als Geschäftsführer im Institut Technik und Bildung (ITB) wieder in den Dienst der Universität. 1987 wurde er in den Akademischen Senat der Universität gewählt. Ab 1988 lehrte er nebenamtlich im Projekt „Aspekte der ökologischen Krise“ im Studiengang Politik. 1993 wurde er für eine Vollzeitbeschäftigung bei der Aktionskonferenz Nordsee bis 1996 beurlaubt. Anschließend arbeitete er bis zu seiner Pensionierung 1998 an der Universität als Koordinator für Umweltforschung im Forschungszentrum Arbeit und Technik (artec).

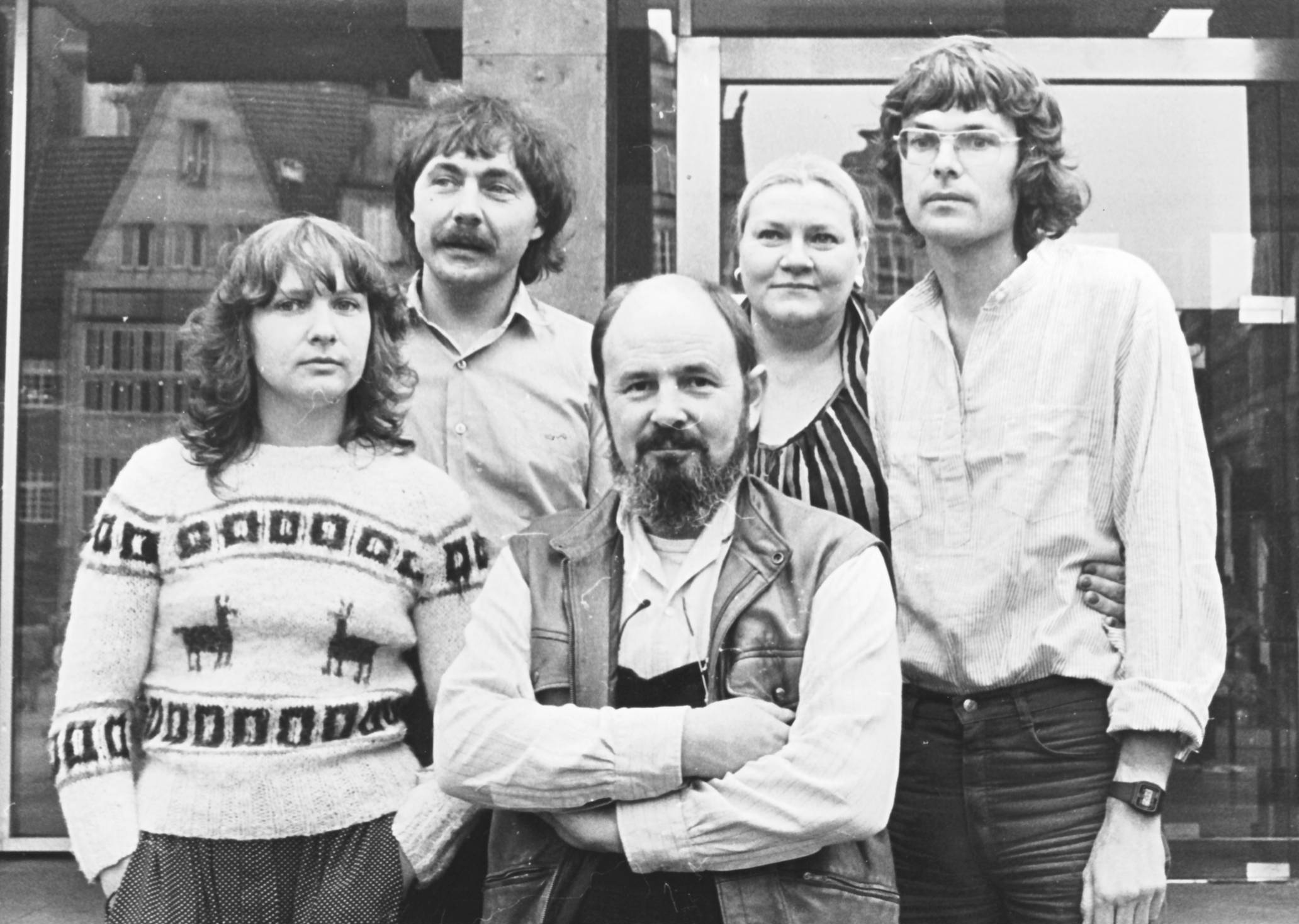
Grüne Bürgerschaftsfraktion Bremen Oktober 1985; v.l.: C. Bodammer, H.-P. Wierk, P. Willers, C. Bernbacher, D. Mützelburg

### Politik
1970 trat Willers in die SPD ein. In den folgenden Jahren war er stellvertretender Ortsvereinsvorsitzender in Horn-Achterdiek, Stadtkreisvorsitzender und Vorsitzender der Betriebsgruppe der SPD an der Universität Bremen. 1978 brach er, vor allem wegen der Umweltpolitik, mit der SPD und trat zusammen mit 26 Mitstreitern aus der Partei aus.
Im Februar 1979 gründete er zusammen mit anderen politisch Unzufriedenen die Bremer Grüne Liste (BGL) und kandidierte zur Bremischen Bürgerschaft. Die BGL erhielt 5,14 % der Stimmen und zog als erste grüne Gruppe in ein Landesparlament ein. Die vier Bürgerschaftsmandate wurden von Olaf Dinné, Axel Adamietz, Peter Willers und Delphine Brox besetzt.
Im Februar 1982 schied er aus der BGL aus, weil er deren wahltaktische Illusionen nicht mehr tragen mochte. Er war zunächst Einzelabgeordneter und später politisch-parlamentarisch für die Bundespartei Die Grünen tätig.
Im Herbst 1983 zog er als Spitzenkandidat der GRÜNEN zur Bürgerschaftswahl erneut in das Parlament ein und war für die Arbeitsfelder Wirtschaft, Arbeit, Ausländer, Energie, Wasser und Wissenschaftspolitik zuständig. Im Herbst 1985 schied er durch Rotation aus der Bremischen Bürgerschaft aus.
Die Vorbereitung der Ampel-Koalition in Bremen 1991 war später für ihn der letzte Anlass für seinen Austritt aus den Grünen.

### Initiativen gegen Wiederbewaffnung und Notstandsgesetze
Ende der 50er Jahre nahm Willers an den ersten Ostermärschen gegen die Atombewaffnung teil und wurde Mitglied der Internationale der KriegsdienstgegnerInnen (IdK). Ende der 60er beteiligte er sich auch an Aktivitäten gegen die Verabschiedung der Notstandsgesetze.

### Anti-AKW-Bewegung und energiepolitische Initiativen
Ab 1972 war Willers in der Anti-Atomkraft-Bewegung aktiv, unter anderem arbeitete er zusammen mit den ersten deutschen Atomkraftgegnern im „Arbeitskreis gegen radioaktive Verseuchung“ in Bremen. 1974 war er Sprecher der „Bürgeraktion Küste“ (BAK), einem Zusammenschluss von derzeit über 100 Initiativen in Norddeutschland. Er beteiligte sich zusammen mit anderen Aktivisten an Gerichtsprozessen gegen das Kernkraftwerk Unterweser und zahlreichen Demonstrationen gegen Kernkraftwerke, wie Esenshamm, Brokdorf, Grohnde und Krümmel. 1979 nahm er am Gorleben-Hearing der niedersächsischen Regierung teil und beteiligte sich am großen Gorleben-Treck nach Hannover. Im Herbst 1979 moderierte er die Anti-AKW-Kundgebung in Bonn mit 150.000 Teilnehmern. 1978/79 war er geschäftsführender Vorstand des Bundesverbandes Bürgerinitiativen Umweltschutz (BBU). Zu seinen Protestaktionen gehörte auch eine Teilnahme an dem jeweils einjährigen Stromzahlungsboykott, bei dem 10 % des Rechnungsbetrages einbehalten wurden. Im Mai 1980 wurde das legendäre Bohrloch 1004 zur Erkundung des Salzstockes in Gorleben besetzt. Es gründete sich die „Freie Republik“ Wendland. Nach 33 Tagen ließ sich Willers wie die übrigen 2500 Bewohner der „Republik“ durch 6000 Polizisten gewaltfrei räumen.
Willers beteiligte sich 2006 an der „Gasklage“ gegen die Bremer swb AG, gehörte zu den ersten Mitgliedern der Bremer Energiehaus-Genossenschaft eG und unterstützte den Widerstand Bremer Umweltinitiativen gegen das geplante Kohlekraftwerk der swb.

### Von der BAK zur Aktionskonferenz Nordsee
1980 war Willers Teilnehmer und Mitorganisator der ersten deutschen Greenpeace-Aktion, der Blockade eines Dünnsäuretankers auf der Weser.
1974 veranstalteten europäische Umweltverbände in Bremen die Aktionskonferenz Nordsee als Reaktion auf den besorgniserregenden Zustand des Meeres. 1985 wurde aus dieser Initiative ein Bremer Verein, der Aktionskonferenz Nordsee e.V. (AKN). Willers war Mitbegründer und von 1993 bis 1996 bei der AKN vollzeitbeschäftigt.
Im Herbst 1987 wurde in London die internationale Federation Seas at Risk (SAR) gegründet, Willers wurde Mitglied des Vorstandes und organisierte die SAR-Aktivitäten zu den internationalen Regierungskonferenzen zur Nordsee in London, Den Haag und Esbjerg mit.

### Partnerschaften mit Osteuropa
Ab 1988 ermöglichten Glasnost und Perestroika auch die Kooperation mit osteuropäischen Ländern und deren Umweltgruppen. Willers nahm 1988 am Besuch deutscher Umweltschützer an einer Ökologiekonferenz mit NGOs, Regierungs- und Behördenvertretern in Moskau teil und entwickelte in Folge enge partnerschaftliche Beziehungen der AKN zu lettischen und russischen Umweltgruppen. Gemeinsam wurden zwei internationale Ostseekonferenzen (1989 in Lettland, 1990 in Wismar) durchgeführt, mit Willers wurden Seminare, Besuche organisiert und Ausstellungen in Sosnovy Bor bei St. Petersburg und in Riga gezeigt.
Willers entwarf und implementierte Anfang der 90er Jahre zwei von der EU und den Landesregierungen von Bremen und Hamburg geförderte Ost/West-Umweltzentren in Riga und St. Petersburg. Diese waren die Initialzündung für weitere „Environmental Centers for Administration and Technology“ (ECAT) in Vilnius, Kaliningrad und Tirana.

### Weitere Mitgliedschaften
- Anfang der 1970er Jahre war er Mitglied im Kirchenvorstand der Evangelischen Kirchengemeinde Horn 2 und organisierte dort verschiedene Initiativen für die Dritte Welt.
- Er gründete eine der ersten Bremer Eltern-Spielplatz-Initiativen am Vorkampsweg in Horn.
- Er war Schulelternsprecher der Grundschule Horner Heerstraße.
- 2003 unterstützte er die Aktionen zur Rettung des Horner Bades, und wurde 2004 zum Vorsitzenden des Fördervereins „Unser Horner Bad“ e.V. gewählt.

## Veröffentlichungen
- Standpunkte zur Umweltfrage, Archplu, 1978
- Wir sind keine Vordenker, in Beiträge zum wissenschaftlichen Sozialismus, Heft 23, Mai 1979, ISSN 0343-2815
- 4 : 96 Grüne in Bremen, in Frankfurter Hefte, 1981, ISBN 3-920682-05-X (PDF-Datei; 401 kB)
- Beiträge in waterkant, Zeitschrift der  Aktionskonferenz Nordsee 1986 bis 2008 (www.waterkant.info)